# Polygala aspalatha
Polygala aspalatha là một loài thực vật có hoa trong họ Polygalaceae. Loài này được L. miêu tả khoa học đầu tiên năm 1767.